# نادي مانغاسبورت
نادي مانغاسبورت (بالفرنسية:Association Sportive Mangasport) هو نادي كرة قدم غابوني مقره مدينة مواندا. تم تأسيس الفريق عام 1962م. يلعب النادي مبارياته المنزلية حاليا على ملعب هنري سيلفوز. فاز الفريق بدوري الدرجة الأولى الوطني 6 مرات آخرها عام 2008م. شارك أيضا خمسة مرات في دوري أبطال أفريقيا لاكنه لم يجتاز الدور الأول.

## وصلات خارجية
- (بالفرنسية) الموقع الرسمي